# مارك ويد (كرة سلة)
مارك ويد (بالإنجليزية: Mark Wade)‏ مواليد 15 أكتوبر 1965 في توررانسي، هو مدرب كرة سلة أمريكي ولاعب معتزل. بدأ مسيرته الاحترافية في سنة 1987. يبلغ طوله 5 قدم 11 بوصة (1.8 م). اعتزل اللعب في 1990. لعب مع غولدن ستايت ووريورز ودالاس مافيريكس.

## روابط خارجية
- مارك ويد على موقع إن بي أي (الإنجليزية)
- مارك ويد على موقع سبورتس رفرنس (الإنجليزية)
- مارك ويد على موقع كرة السلة الأوروبية.كوم (الإنجليزية)
- مارك ويد على موقع كلية كرة السلة في سبورتس رفرنس.كوم (الإنجليزية)
- مارك ويد على موقع ريلجم (الإنجليزية)
- مارك ويد على موقع بروبوليرز (الإنجليزية)